# Salomon August Andrée

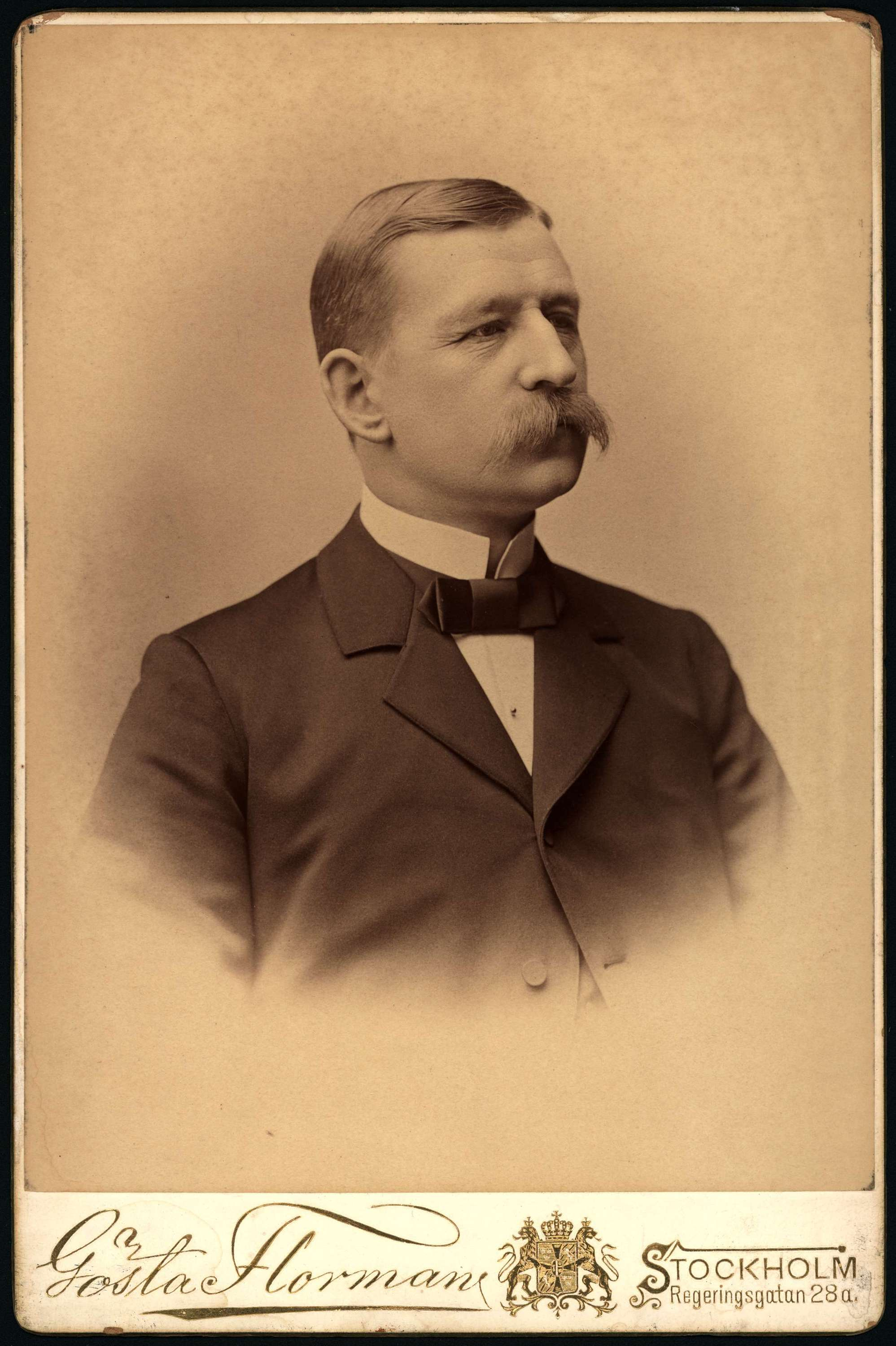
Salomon August Andrée – Nordiska Museet – NMA.0033031

Salomon August Andrée (* 18. Oktober 1854 in Gränna; † Oktober 1897 am später nach ihm benannten Andréeneset auf Kvitøya, Spitzbergen) war ein schwedischer Ingenieur und Polarforscher.

## Leben
Andrée besuchte die Technische Hochschule in Stockholm und schloss sein Studium als Zivilingenieur im Jahr 1874 ab. 1876 besuchte er die Centennial Exhibition in Philadelphia und traf den US-amerikanischen Ballonfahrer John Wise. 1880 wurde er in Stockholm Lehramtsassistent, später war er Mitglied einer Polarexpedition Schwedens im Rahmen des Ersten Internationalen Polarjahrs (1882–1883). Im darauffolgenden Jahr wurde Andrée Oberingenieur und Leiter der Technischen Abteilung des schwedischen Patentamts. Bei der genannten Expedition unter Nils Ekholm beschäftigte er sich mit Untersuchungen der Luftelektrizität. Später verfasste er hierzu, ebenso über Wärmeleitung und eigene Erfindungen wissenschaftliche Beiträge für Journale. Andrée vertrat außerdem von 1891 bis 1894 eine liberale Partei im Stadtrat von Stockholm.
International bekannt wurde Andrée durch seinen missglückten Versuch, 1897 mit einem Wasserstoffballon den Nordpol zu erreichen.

## Polarexpedition
Bis auf eine Brieftaube und zwei Bojen mit Nachrichten hörte die Öffentlichkeit 33 Jahre nichts über das Schicksal der Expeditionsteilnehmer. Erst 1930 wurden die Leichen von Andrée, Nils Strindberg und Knut Frænkel sowie deren Werkzeug und Tagebücher auf der Insel Kvitøya gefunden. Die Körper wurden nach Schweden zurückgebracht und eingeäschert. Die Asche wurde in einem gemeinsamen Grab auf dem Norra begravningsplatsen in Stockholm bestattet.
Die Tagebücher wurden später im Polargebiet gefunden. Sie machten den Verlauf der Expedition nachvollziehbar und lösten ein weltweites Medienereignis aus. Es gelang auch, einen Teil der Bilder aus der Kamera von Nils Strindberg zu entwickeln. Während der Expedition und nach Auffindung der Überreste wurde Andrée von den meisten Kommentatoren als Held dargestellt. Mit der Zeit häuften sich aber die kritischen Stimmen und heute existiert ein differenziertes Bild seiner Person.

## Ehrungen
- In Andrées Heimatort Gränna gibt es ein Museum zum bekanntesten Sohn dieser Stadt und auf der gegenüberliegenden Straßenseite liegt das Haus, in dem er seine Kindheit verbracht hat.
- Das Andrée Land in Ostgrönland wurde 1899 durch den schwedischen Geologen Alfred Gabriel Nathorst nach ihm benannt.
- Das Andrée-Land wurde 1912/1913 vom Kartografen Gerard Jakob De Geer im Norden Spitzbergens benannt.
- Die Andrée-Insel in der Antarktis trägt seinen Namen.
- Die Andreestraße befindet sich in Bremen-Findorff
- Im Film Der Flug des Adlers, der die Geschichte um die gescheiterte Nordpol-Expedition nachzeichnet, wird Andrée von Max von Sydow gespielt.